# Antti Niemi
Antti Mikko Niemi (Oulu, 31 maggio 1972) è un ex calciatore finlandese, di ruolo portiere.

## Biografia
Niemi è sposato e ha due figli.

## Carriera

### Primi anni
Niemi iniziò la sua carriera nella Veikkausliiga, la massima serie finlandese, nel 1991 con l'HJK Helsinki, dove fu spesso schierato da titolare. Proprio in questo periodo Niemi cominciò a giocare in nazionale in cui divenne un punto fisso per molti anni. Nel 1995 venne ceduto all'FC Copenaghen, dove rimase per due anni in cui giocò ancora sempre come titolare. Nel 1997 passò poi in Scozia ai Rangers, ma giocò come riserva disputando in meno di due anni appena 13 partite. Passato in Inghilterra al Charlton Athletic vi rimase per poco, trasferendosi nuovamente in Scozia all'Hearts.

### Southampton
Dopo tre eccellenti stagioni a Edimburgo, Niemi passò al Southampton nel 2002, dove si affermò in poco tempo come uno dei migliori portieri in Inghilterra.
Nel 2003 giocò la finale della FA Cup contro l'Arsenal, persa per 1-0, nella quale fu poi sostituito dopo 64 minuti di gioco da Paul Jones per un dolore al polpaccio.
Dopo che nel 2005 il Southampton venne retrocesso e non riuscì ad ottenere la promozione l'anno seguente, Niemi decise di tornare al Fulham nella Premiership, nel gennaio 2006. Rimase il primo portiere del Fulham fino al 1º marzo 2008, quando fu rimpiazzato da Kasey Keller.

### Portsmouth
Dopo avere annunciato il suo ritiro dal calcio nel settembre del 2008, il 7 agosto 2009 ha siglato un anno di contratto con il Portsmouth, con cui ha chiuso la carriera nel 2010.

### Nazionale
Esordì in nazionale nel novembre 1992 e fu titolare della squadra per almeno un decennio, prima di annunciare la sua decisione di ritirarsi dal calcio internazionale nel 2005. Nell'ottobre 2007 dopo tornò sui propri passi, ma solo per giocare un'amichevole contro la Spagna finita 0-0.

## Statistiche

### Cronologia presenze e reti in nazionale
| Cronologia completa delle presenze e delle reti in nazionale ― Finlandia | Cronologia completa delle presenze e delle reti in nazionale ― Finlandia | Cronologia completa delle presenze e delle reti in nazionale ― Finlandia | Cronologia completa delle presenze e delle reti in nazionale ― Finlandia | Cronologia completa delle presenze e delle reti in nazionale ― Finlandia | Cronologia completa delle presenze e delle reti in nazionale ― Finlandia | Cronologia completa delle presenze e delle reti in nazionale ― Finlandia | Cronologia completa delle presenze e delle reti in nazionale ― Finlandia |
| Data                                                                     | Città                                                                    | In casa                                                                  | Risultato                                                                | Ospiti                                                                   | Competizione                                                             | Reti                                                                     | Note                                                                     |
| ------------------------------------------------------------------------ | ------------------------------------------------------------------------ | ------------------------------------------------------------------------ | ------------------------------------------------------------------------ | ------------------------------------------------------------------------ | ------------------------------------------------------------------------ | ------------------------------------------------------------------------ | ------------------------------------------------------------------------ |
| 7-11-1992                                                                | Tunisi                                                                   | Tunisia                                                                  | 1 – 1                                                                    | Finlandia                                                                | Amichevole                                                               | -1                                                                       |                                                                          |
| 20-1-1993                                                                | Madras                                                                   | India                                                                    | 0 – 0                                                                    | Finlandia                                                                | Nehru Cup 1993                                                           | -                                                                        |                                                                          |
| 28-1-1993                                                                | Madras                                                                   | Camerun                                                                  | 2 – 0                                                                    | Finlandia                                                                | Nehru Cup 1993                                                           | -2                                                                       |                                                                          |
| 27-1-1994                                                                | Doha                                                                     | Qatar                                                                    | 0 – 0                                                                    | Finlandia                                                                | Amichevole                                                               | -                                                                        |                                                                          |
| 30-1-1994                                                                | Mascate                                                                  | Oman                                                                     | 0 – 2                                                                    | Finlandia                                                                | Amichevole                                                               | -                                                                        |                                                                          |
| 2-6-1994                                                                 | Tampere                                                                  | Finlandia                                                                | 1 – 2                                                                    | Spagna                                                                   | Amichevole                                                               | -2                                                                       |                                                                          |
| 26-10-1994                                                               | Tallinn                                                                  | Estonia                                                                  | 0 – 7                                                                    | Finlandia                                                                | Amichevole                                                               | -                                                                        | 46’                                                                      |
| 30-11-1994                                                               | Malaga                                                                   | Spagna                                                                   | 2 – 0                                                                    | Finlandia                                                                | Amichevole                                                               | -1                                                                       | 52’                                                                      |
| 16-2-1995                                                                | Port of Spain                                                            | Trinidad e Tobago                                                        | 2 – 2                                                                    | Finlandia                                                                | Amichevole                                                               | -2                                                                       | 46’                                                                      |
| 4-10-1995                                                                | Helsinki                                                                 | Finlandia                                                                | 0 – 0                                                                    | Turchia                                                                  | Amichevole                                                               | -                                                                        | 46’                                                                      |
| 15-11-1995                                                               | Mosca                                                                    | Russia                                                                   | 3 – 1                                                                    | Finlandia                                                                | Qual. Euro 1996                                                          | -3                                                                       |                                                                          |
| 9-2-1996                                                                 | Bangkok                                                                  | Thailandia                                                               | 1 – 0                                                                    | Finlandia                                                                | King's Cup 1996                                                          | -1                                                                       |                                                                          |
| 29-5-1996                                                                | Strasburgo                                                               | Francia                                                                  | 2 – 0                                                                    | Finlandia                                                                | Amichevole                                                               | -2                                                                       |                                                                          |
| 2-6-1996                                                                 | Helsinki                                                                 | Finlandia                                                                | 1 – 2                                                                    | Turchia                                                                  | Amichevole                                                               | -1                                                                       | 46’                                                                      |
| 14-8-1996                                                                | Riga                                                                     | Lettonia                                                                 | 0 – 0                                                                    | Finlandia                                                                | Amichevole                                                               | -                                                                        |                                                                          |
| 1-9-1996                                                                 | Budapest                                                                 | Ungheria                                                                 | 1 – 0                                                                    | Finlandia                                                                | Qual. Mondiali 1998                                                      | -1                                                                       |                                                                          |
| 6-10-1996                                                                | Helsinki                                                                 | Finlandia                                                                | 2 – 3                                                                    | Svizzera                                                                 | Qual. Mondiali 1998                                                      | -3                                                                       |                                                                          |
| 12-2-1997                                                                | Denizli                                                                  | Turchia                                                                  | 1 – 1                                                                    | Finlandia                                                                | Amichevole                                                               | -                                                                        | 46’                                                                      |
| 2-4-1997                                                                 | Baku                                                                     | Azerbaigian                                                              | 1 – 2                                                                    | Finlandia                                                                | Qual. Mondiali 1998                                                      | -1                                                                       |                                                                          |
| 30-4-1997                                                                | Oslo                                                                     | Norvegia                                                                 | 1 – 1                                                                    | Finlandia                                                                | Qual. Mondiali 1998                                                      | -1                                                                       |                                                                          |
| 8-6-1997                                                                 | Helsinki                                                                 | Finlandia                                                                | 3 – 0                                                                    | Azerbaigian                                                              | Qual. Mondiali 1998                                                      | -                                                                        |                                                                          |
| 6-9-1997                                                                 | Losanna                                                                  | Svizzera                                                                 | 1 – 2                                                                    | Finlandia                                                                | Qual. Mondiali 1998                                                      | -1                                                                       |                                                                          |
| 5-2-1998                                                                 | Limassol                                                                 | Cipro                                                                    | 1 – 1                                                                    | Finlandia                                                                | Torneo di Cipro 1998                                                     | -1                                                                       |                                                                          |
| 9-2-1998                                                                 | Larnaca                                                                  | Slovacchia                                                               | 2 – 0                                                                    | Finlandia                                                                | Torneo di Cipro 1998                                                     | -2                                                                       |                                                                          |
| 22-4-1998                                                                | Edimburgo                                                                | Scozia                                                                   | 1 – 1                                                                    | Finlandia                                                                | Amichevole                                                               | -1                                                                       |                                                                          |
| 27-5-1998                                                                | Helsinki                                                                 | Finlandia                                                                | 0 – 0                                                                    | Germania                                                                 | Amichevole                                                               | -                                                                        |                                                                          |
| 5-6-1998                                                                 | Helsinki                                                                 | Finlandia                                                                | 0 – 1                                                                    | Francia                                                                  | Amichevole                                                               | -1                                                                       |                                                                          |
| 19-8-1998                                                                | Košice                                                                   | Slovacchia                                                               | 0 – 0                                                                    | Finlandia                                                                | Amichevole                                                               | -                                                                        | 46’                                                                      |
| 5-9-1998                                                                 | Helsinki                                                                 | Finlandia                                                                | 3 – 2                                                                    | Moldavia                                                                 | Qual. Euro 2000                                                          | -2                                                                       |                                                                          |
| 10-10-1998                                                               | Belfast                                                                  | Irlanda del Nord                                                         | 1 – 0                                                                    | Finlandia                                                                | Qual. Euro 2000                                                          | -1                                                                       |                                                                          |
| 14-10-1998                                                               | Istanbul                                                                 | Turchia                                                                  | 1 – 3                                                                    | Finlandia                                                                | Qual. Euro 2000                                                          | -1                                                                       |                                                                          |
| 10-2-1999                                                                | Ta' Qali                                                                 | Finlandia                                                                | 1 – 1                                                                    | Polonia                                                                  | Amichevole                                                               | -1                                                                       | 46’                                                                      |
| 31-3-1999                                                                | Norimberga                                                               | Germania                                                                 | 2 – 0                                                                    | Finlandia                                                                | Qual. Euro 2000                                                          | -2                                                                       |                                                                          |
| 28-4-1999                                                                | Lubiana                                                                  | Slovenia                                                                 | 1 – 1                                                                    | Finlandia                                                                | Amichevole                                                               | -                                                                        | 46’                                                                      |
| 5-6-1999                                                                 | Helsinki                                                                 | Finlandia                                                                | 2 – 4                                                                    | Turchia                                                                  | Qual. Euro 2000                                                          | -4                                                                       |                                                                          |
| 9-6-1999                                                                 | Chișinău                                                                 | Moldavia                                                                 | 0 – 0                                                                    | Finlandia                                                                | Qual. Euro 2000                                                          | -                                                                        |                                                                          |
| 4-9-1999                                                                 | Helsinki                                                                 | Finlandia                                                                | 1 – 2                                                                    | Germania                                                                 | Qual. Euro 2000                                                          | -2                                                                       | 46’                                                                      |
| 26-4-2000                                                                | Helsinki                                                                 | Finlandia                                                                | 0 – 0                                                                    | Polonia                                                                  | Amichevole                                                               | -                                                                        |                                                                          |
| 3-6-2000                                                                 | Riga                                                                     | Lettonia                                                                 | 1 – 0                                                                    | Finlandia                                                                | Amichevole                                                               | -1                                                                       |                                                                          |
| 7-10-2000                                                                | Atene                                                                    | Grecia                                                                   | 1 – 0                                                                    | Finlandia                                                                | Qual. Mondiali 2002                                                      | -1                                                                       |                                                                          |
| 11-10-2000                                                               | Helsinki                                                                 | Finlandia                                                                | 0 – 0                                                                    | Inghilterra                                                              | Qual. Mondiali 2002                                                      | -                                                                        | 6’                                                                       |
| 24-3-2001                                                                | Londra                                                                   | Inghilterra                                                              | 2 – 1                                                                    | Finlandia                                                                | Qual. Mondiali 2002                                                      | -2                                                                       |                                                                          |
| 25-4-2001                                                                | Budapest                                                                 | Ungheria                                                                 | 0 – 0                                                                    | Finlandia                                                                | Amichevole                                                               | -                                                                        |                                                                          |
| 9-5-2001                                                                 | Kuressaare                                                               | Estonia                                                                  | 1 – 1                                                                    | Finlandia                                                                | Amichevole                                                               | -1                                                                       |                                                                          |
| 2-6-2001                                                                 | Helsinki                                                                 | Finlandia                                                                | 2 – 2                                                                    | Germania                                                                 | Qual. Mondiali 2002                                                      | -2                                                                       |                                                                          |
| 15-8-2001                                                                | Helsinki                                                                 | Finlandia                                                                | 4 – 1                                                                    | Belgio                                                                   | Amichevole                                                               | -1                                                                       | 61’                                                                      |
| 1-9-2001                                                                 | Tirana                                                                   | Albania                                                                  | 0 – 2                                                                    | Finlandia                                                                | Qual. Mondiali 2002                                                      | -                                                                        |                                                                          |
| 5-9-2001                                                                 | Helsinki                                                                 | Finlandia                                                                | 5 – 1                                                                    | Grecia                                                                   | Qual. Mondiali 2002                                                      | -1                                                                       |                                                                          |
| 6-10-2001                                                                | Gelsenkirchen                                                            | Germania                                                                 | 0 – 0                                                                    | Finlandia                                                                | Qual. Mondiali 2002                                                      | -                                                                        |                                                                          |
| 27-3-2002                                                                | Porto                                                                    | Portogallo                                                               | 1 – 4                                                                    | Finlandia                                                                | Amichevole                                                               | -1                                                                       |                                                                          |
| 17-4-2002                                                                | Prilep                                                                   | Macedonia                                                                | 1 – 0                                                                    | Finlandia                                                                | Amichevole                                                               | -1                                                                       |                                                                          |
| 22-5-2002                                                                | Helsinki                                                                 | Finlandia                                                                | 2 – 1                                                                    | Lettonia                                                                 | Amichevole                                                               | -1                                                                       | 46’                                                                      |
| 7-9-2002                                                                 | Helsinki                                                                 | Finlandia                                                                | 0 – 2                                                                    | Galles                                                                   | Qual. Euro 2004                                                          | -2                                                                       | 44’                                                                      |
| 12-10-2002                                                               | Helsinki                                                                 | Finlandia                                                                | 3 – 0                                                                    | Azerbaigian                                                              | Qual. Euro 2004                                                          | -                                                                        | 80’                                                                      |
| 16-10-2002                                                               | Belgrado                                                                 | Jugoslavia                                                               | 2 – 0                                                                    | Finlandia                                                                | Qual. Euro 2004                                                          | -2                                                                       |                                                                          |
| 29-3-2003                                                                | Palermo                                                                  | Italia                                                                   | 2 – 0                                                                    | Finlandia                                                                | Qual. Euro 2004                                                          | -2                                                                       |                                                                          |
| 6-9-2003                                                                 | Baku                                                                     | Azerbaigian                                                              | 1 – 2                                                                    | Finlandia                                                                | Qual. Euro 2004                                                          | -1                                                                       |                                                                          |
| 10-9-2003                                                                | Cardiff                                                                  | Galles                                                                   | 1 – 1                                                                    | Finlandia                                                                | Qual. Euro 2004                                                          | -1                                                                       |                                                                          |
| 31-3-2004                                                                | Ta' Qali                                                                 | Malta                                                                    | 1 – 2                                                                    | Finlandia                                                                | Amichevole                                                               | -                                                                        | 46’                                                                      |
| 28-4-2004                                                                | Zenica                                                                   | Bosnia ed Erzegovina                                                     | 1 – 0                                                                    | Finlandia                                                                | Amichevole                                                               | -                                                                        | 47’                                                                      |
| 28-5-2004                                                                | Tampere                                                                  | Finlandia                                                                | 1 – 3                                                                    | Svezia                                                                   | Amichevole                                                               | -3                                                                       |                                                                          |
| 18-8-2004                                                                | Bucarest                                                                 | Romania                                                                  | 2 – 1                                                                    | Finlandia                                                                | Qual. Mondiali 2006                                                      | -2                                                                       |                                                                          |
| 4-9-2004                                                                 | Tampere                                                                  | Finlandia                                                                | 3 – 0                                                                    | Andorra                                                                  | Qual. Mondiali 2006                                                      | -                                                                        |                                                                          |
| 8-9-2004                                                                 | Erevan                                                                   | Armenia                                                                  | 0 – 2                                                                    | Finlandia                                                                | Qual. Mondiali 2006                                                      | -                                                                        |                                                                          |
| 9-10-2004                                                                | Tampere                                                                  | Finlandia                                                                | 3 – 1                                                                    | Armenia                                                                  | Qual. Mondiali 2006                                                      | -1                                                                       |                                                                          |
| 13-10-2004                                                               | Amsterdam                                                                | Paesi Bassi                                                              | 3 – 1                                                                    | Finlandia                                                                | Qual. Mondiali 2006                                                      | -3                                                                       |                                                                          |
| 17-10-2007                                                               | Helsinki                                                                 | Finlandia                                                                | 0 – 0                                                                    | Spagna                                                                   | Amichevole                                                               | -                                                                        |                                                                          |
| Totale                                                                   |                                                                          | Presenze                                                                 | 67                                                                       |                                                                          | Reti                                                                     | -69                                                                      |                                                                          |

## Palmarès

### Club
- Campionato finlandese: 1

HJK: 1992
- Coppa di Finlandia: 1

HJK: 1993
- Coppa di Lega finlandese: 1

HJK: 1994
- Coppa di Lega danese: 1

Copenhagen: 1996
- Coppa di Danimarca: 1

Copenhagen: 1996-1997
- Campionato scozzese: 1

Rangers: 1998-1999
- Coppa di Scozia: 1

Rangers: 1998-1999
- Coppa di Lega scozzese: 1

Rangers: 1998-1999

### Individuale
- Calciatore finlandese dell'anno: 1

2004